# Helena Krzemieniewska
Helena Józefa Krzemieniewska z Choynowskich (ur. 13 marca 1878 w Lachowie, pow. szczuczyńskim, zm. 28 maja 1966 we Wrocławiu) – polska uczona, mikrobiolog, botanik, specjalizująca się w fizjologii roślin i śluzowców. Profesor zwyczajny Uniwersytetu Wrocławskiego, Wyższej Szkoły Rolniczej we Wrocławiu i Instytutu Botaniki Polskiej Akademii Nauk we Wrocławiu.

## Życiorys
Urodziła się 13 marca 1878 r. w Lachowie, w woj. białostockim, w rodzinie Ludwika Choynowskiego, właściciela ziemskiego, i Zofii Józefy z Ciemieniewskich. W 1894 r. ukończyła sześcioklasową pensję żeńską J. Sikorskiej w Warszawie, po czym w latach 1894–1896 studiowała na Wyższych Kursach Naukowych dla Kobiet im. A. Baranieckiego w Krakowie, gdzie ukończyła Wydział Przyrodniczy. W latach 1896–1898 jako wolny słuchacz studiowała matematykę na Wydziale Matematycznym Uniwersytetu Jagiellońskiego, po czym przeniosła się na Wydział Przyrodniczy, gdzie w pracowni prof. Emila Godlewskiego, twórcy polskiej szkoły fizjologii, zdobywała wiedzę z zakresu fizjologii roślin. Podjęła pracę w Zakładzie Biologiczno-Botanicznym UJ jako wolontariuszka. W 1899 wyszła za mąż za Seweryna Krzemieniewskiego, późniejszego profesora i rektora Uniwersytetu Lwowskiego, który w tym czasie pracował jako demonstrator w Katedrze Fizjologii Roślin i Chemii Rolnej UJ. Współpracowała odtąd z mężem jako uczony prywatny. W latach 1908–1909 wspólnie wyjechali na specjalistyczne studia m.in. do pracowni prof. Martinusa Beijerincka w Instytucie Mikrobiologicznym w Delfcie (Holandia) i prof. W. Pfeffera w Instytucie Fizjologicznym w Lipsku (Niemcy), po czym powrócili do kraju. W latach 1909–1914 zamieszkała wraz z mężem w Dublanach.
Po wybuchu I wojny światowej wyjechali do Krakowa, gdzie wolontarnie pracowała jako pielęgniarka w szpitalu wojskowym i uczestniczyła w zorganizowanej akcji szczepienia ludności przeciw chorobom zakaźnym – tyfusowi i ospie. W 1919 r. przeniosła się wraz z mężem do Lwowa. W latach 1920–1924 pełniła funkcję zastępcy profesora botaniki na Wydziale Rolniczo-Lasowym Politechniki Lwowskiej, gdzie wykładała fizjologię i botanikę. Od 1924 r. powróciła do współpracy z mężem na Uniwersytecie Jana Kazimierza we Lwowie, którą kontynuowała do 1941 r. Od 1929 r. była współpracownikiem Komisji Fizjograficznej Polskiej Akademii Umiejętności.
W czasie II wojny światowej podczas okupacji niemieckiej Lwowa w latach 1941–1944 pracowała jako karmicielka wszy zdrowych w Instytucie Badań nad Tyfusem Plamistym i Wirusami profesora Rudolfa Weigla, dzięki czemu, tak jak i inni tam zatrudnieni, uniknęła niemieckich represji wobec Polaków. Po likwidacji Instytutu w 1944 r. wyjechała wraz z mężem do Warszawy. Po powstaniu warszawskim zamieszkali w Krakowie, gdzie Seweryn Krzemieniewski wkrótce zmarł (24 kwietnia 1945).
W dniu 24 maja 1945 uzyskała stopień doktora filozofii na Uniwersytecie Jagiellońskim i od czerwca na krótko podjęła pracę jako starszy asystent w Ogrodzie Botanicznym UJ, a następnie objęła stanowisko kierownika Działu Mikrobiologii Gleby w Instytucie Badawczym Ministerstwa Leśnictwa w Krakowie. W 1946 wyjechała do Wrocławia, gdzie od 1 kwietnia jako profesor zwyczajny objęła Katedrę Fizjologii Roślin, jedną z dwóch pierwszych katedr Instytutu Botanicznego Uniwersytetu Wrocławskiego. Katedrą kierowała do przejścia na emeryturę w 1955 r. (według innych źródeł odeszła z katedry ze względu na wiek, ale pracę kontynuowała w Zakładzie Botaniki PAN i na emeryturę przeszła dopiero w 1960 r.). Na Uniwersytecie Wrocławskim prowadziła wykłady z mikrobiologii. Od 1951 do 1955 była profesorem w Wyższej Szkole Rolniczej we Wrocławiu, gdzie wykładała botanikę. Następnie w latach 1955–1960 pracowała jako profesor zwyczajny Instytutu Botaniki PAN, a od 1956 kierowała Pracownią Systematyki Śluzowców Instytutu.
Zmarła 28 maja 1966 r. we Wrocławiu. Została pochowana 31 maja 1966 r. na cmentarzu św. Wawrzyńca.
Miała córkę Zofię Jadwigę po mężu Josztową (ur. 4 czerwca 1900 w Krakowie), inżyniera chemika.

## Działalność naukowa
Zainteresowania przyrodnicze rozwijała na kursach naukowych, a następnie na Uniwersytecie Jagiellońskim, gdzie poznawała fizjologię roślin pod okiem prof. Emila Godlewskiego. Na początku XX wieku prowadziła wraz z mężem pionierskie badania z zakresu mikrobiologii gleby w Polsce, tworząc podwaliny tej dziedziny w kraju. Podczas wspólnych badań we Lwowie nad morfologią i fizjologią bakterii śluzowych i śluzowców Krzemieniewscy opracowali metodę wyodrębniania tych organizmów i odkryli wiele nowych gatunków. Jej praca doktorska, napisana w Krakowie pod kierunkiem profesora Władysława Szafera, dotyczyła „Spirochaeta cytophaga Hutchinson i Clayton oraz Cytophaga Hutchinsoni Winogradsky. (Studium porównawcze)”. We Wrocławiu prowadziła m.in. badania nad promieniowcami i śluzowcami. Stworzyła własną szkołę fizjologów i mikrobiologów. Opublikowała około 98 prac naukowych dotyczących mikroorganizmów glebowych, w tym wydane w 1960 r. przez PWN pierwsze polskie opracowanie śluzowców: „Śluzowce Polski na tle flory śluzowców europejskich”. We współautorstwie z mężem ukazało się 20 publikacji, z których najważniejszą były prace z serii „Miksobakterie Polski”.
Autorstwo nazw taksonów przez nią opisanych oznaczane jest skrótem Krzemien., np. Rhopalomyces coronatus Krzemien. & Badura Acta Soc. Bot. Pol. 23: 733 (1954), Trichia olivacea (Meyl.) Krzemien. Acta Soc. Bot. Pol. 26: 806 (1957), Didymium nigrum Krzemien. Acta Soc. Bot. Pol. 29: 169 (1960).
Na jej cześć R. Y. Stanier ze Stanów Zjednoczonych nazwał gatunek Cytophaga krzemieniewskia (nazwa uznana za nom. inval.), zaś Karol Zaleski gatunek grzyba Penicillium krzemieniewskii K.M. Zaleski Bull. Acad. Polon. Sci., Math. et Nat., Sér. B: 495 (1927).

### Członkostwo
Była członkiem wielu towarzystw naukowych, w tym Towarzystwa Naukowego we Lwowie (członek czynny), Polskiego Towarzystwa Botanicznego (członek honorowy), Polskiego Towarzystwa Mikrobiologicznego (członek honorowy), Wrocławskiego Towarzystwa Naukowego (członek zwyczajny), Warszawskiego Towarzystwa Naukowego (członek zwyczajny).

### Wybrane publikacje
- Helena Krzemieniewska, Seweryn Krzemieniewski: Z mikroflory gleby w Polsce. Polskie Towarzystwo Botaniczne, 1927, s. 1–144.
- H. Krzemieniewska: Śluzowce: klucz do oznaczania najpospolitszych rodzajów i opisy niektórych ich gatunków. Państwowe Zakłady Wydawnictw Szkolnych, 1947, s. 1–31.
- H. Krzemieniewska. Spis śluzowców zebranych w latach 1955–1956. „Acta Soc. Bot. Pol.”. 26 (4), s. 785–811, 1957.
- H. Krzemieniewska: Śluzowce Polski na tle flory śluzowców europejskich. PWN, 1960, s. 1–315, seria: Flora polska. Rośliny zarodnikowe Polski i ziem ościennych.

## Ordery i odznaczenia
- Krzyż Oficerski Orderu Odrodzenia Polski (29 września 1955)[11]
- Złoty Krzyż Zasługi (7 czerwca 1939)[12]

## Nagrody
- Nagroda Naukowa Miasta Lwowa (1930, wspólnie z mężem)
- Nagroda Państwowa III stopnia (1953)